# Соколов, Константин Михайлович
Константи́н Миха́йлович Соколо́в (17 декабря (30 декабря) 1903, Санкт-Петербург — 19 января 1983, Москва) — советский государственный и партийный деятель. Депутат Верховного Совета СССР 4 созыва (1954—1958). Кандидат в члены ЦК КПСС (1952—1956).

## Биография
Родился в семье рабочего. С 1917 года работал на Путиловском заводе подручным слесаря. В период с 1918 года по 1919 год работал курьером комендатуры революционной охраны Нарвско-Петергофского района. C 1919 года по 1921 год был рассыльным и воспитанником в школе-коммуне «Труд» г. Петрограда. В 1921 году поступил на рабфак Петроградского технологического института.
С 1924 года работал в артели, на строительстве, на Балтийском заводе. В 1925 году вступил в ВКП(б). В 1925 году и 1926 году член артели, культработник артели «Юный труженик». С 1926 года по 1929 год работал чертёжником, десятником, техником, а также замначальника строительства Ленинградской водопроводной станции. Образование получил, закончив в 1929 году Ленинградский институт инженеров путей сообщения и получив специальность инженера-строителя. Затем, в период с 1929 года по 1930 год служил в Красной армии в качестве инженера-строителя Управления берегового строительства Балтийского флота в Кронштадте. С 1930 года был аспирантом и научным сотрудником в Ленинградском институте механизации строительства. С 1934 года работал на возведении первой очереди Московского метрополитена, затем на жилищном строительстве в Москве.
В 1938 году и 1939 году являлся членом Комитета по строительству при СНК СССР. С 1939 года находился на должности заместителя Народного комиссара по строительству СССР, с 17 февраля 1946 года стал Народным Комиссаром строительного и дорожного машиностроения СССР, а с марта того же года — Министром. 1 июня 1949 года был назначен Министр городского строительства СССР, однако вскоре, 31 декабря 1949 года был снят со своего поста.
9 мая 1950 года получил пост председателя созданного Государственного комитета Совета министров СССР по делам строительства. 30 марта 1955 года переведён на пост зампреда Совета министров РСФСР. Через три года, в 1958 году являлся заместителем министра в строительных министерствах, а с 1963 года — зампред Государственного производственного комитета по монтажным и специальным строительным работам СССР, а с октября 1965 года по сентябрь 1974 года — замминистра монтажных и специальных строительных работ СССР (Минмонтажспецстрой СССР).
С сентября 1974 года стал персональным пенсионером союзного значения. Умер в Москве 19 января 1983 года. Похоронен в Москве.

## Награды и звания
- 2 ордена Ленина (08.01.1943; 29.12.1953)
- орден Октябрьской Революции
- орден Трудового Красного Знамени (28.03.1942)
- орден Красной Звезды
- орден «Знак Почёта»
- медали[1]